# Грицай Микола Олексійович
Микола Олексійович Грицай (нар. 29 жовтня 1901, Курськ — пом. 18 вересня 1968, Київ) — український радянський історик архітектури.

## Біографія
Народився 29 жовтня 1901 року в місті Курську (тепер Росія). 1928 року закінчив Київський художній інститут. Проходив службу в Червоній армії з серпня 1941 року по 6 листопада 1943 року. Брав участь у німецько-радянській війні. Воював на Південному фронті. Нагороджений медалями «За оборону Сталінграда», «За оборону Кавказу», «За взяття Будапешта», «За перемогу над Німеччиною». Член ВКП(б) з 1945 року.
Помер у Києві 18 вересня 1968 року.

## Праці
Автор праць і статей з питань архітектури і будівництва, зокрема написав:
- розділи до «Нарисів історії архітектури Української РСР (Радянський період)» (1962, Київ);
- розділи до книги «Архітектура України (1917—1967)» (1967, Київ);
- розділ до «Історії українського мистецтва», том 5 (1967, Київ).